# Critics' Choice Television Award du meilleur acteur dans une série télévisée dramatique
Le Critics' Choice Television Award du meilleur acteur dans une série télévisée dramatique (Critics' Choice Television Award for Best Drama Actor) est l'une des récompenses décernées aux professionnels de l'industrie de la télévision par le jury de la Broadcast Television Journalists Association depuis 2011.

## Palmarès

### Années 2010
- 2011 : Jon Hamm pour le rôle de Don Draper dans Mad Men
  - Steve Buscemi pour le rôle de Nucky Thompson dans Boardwalk Empire
  - Kyle Chandler pour le rôle d'Eric Taylor dans Friday Night Lights
  - Michael C. Hall pour le rôle de Dexter Morgan dans Dexter
  - William H. Macy pour le rôle de Frank Gallagher dans Shameless
  - Timothy Olyphant pour le rôle de Raylan Givens dans Justified
- 2012 : Bryan Cranston pour le rôle de Walter White dans Breaking Bad
  - Kelsey Grammer pour le rôle de Tom Kane dans Boss
  - Jon Hamm pour le rôle de Don Draper dans Mad Men
  - Charlie Hunnam pour le rôle de Jax Teller dans Sons of Anarchy
  - Damian Lewis pour le rôle de Nicholas Brody dans Homeland
  - Timothy Olyphant pour le rôle de Raylan Givens dans Justified
- 2013 : Bryan Cranston pour le rôle de Walter White dans Breaking Bad
  - Damian Lewis pour le rôle de Nicholas Brody dans Homeland
  - Andrew Lincoln pour le rôle de Rick Grimes dans The Walking Dead
  - Timothy Olyphant pour le rôle de Raylan Givens dans Justified
  - Matthew Rhys pour le rôle de Philip Jennings dans The Americans
  - Kevin Spacey pour le rôle de Francis "Frank" Underwood dans House of Cards
- 2014 : Matthew McConaughey pour le rôle de Rust Cohle dans True Detective
  - Bryan Cranston pour le rôle de Walter White dans Breaking Bad
  - Hugh Dancy pour le rôle de Will Graham dans Hannibal
  - Freddie Highmore pour le rôle de Norman Bates dans Bates Motel
  - Matthew Rhys pour le rôle de Philip Jennings dans The Americans
  - Michael Sheen pour le rôle du Dr William H. Masters dans Masters of Sex
- 2015 : Bob Odenkirk pour le rôle de Jimmy McGill / Saul Goodman dans Better Call Saul
  - Freddie Highmore pour le rôle de Norman Bates dans Bates Motel
  - Charlie Hunnam pour le rôle de Jax Teller dans Sons of Anarchy
  - Timothy Olyphant pour le rôle de Raylan Givens dans Justified
  - Matthew Rhys pour le rôle de Philip Jennings dans The Americans
  - Aden Young pour le rôle de Daniel Holden dans Rectify
- 2016 : Rami Malek pour le rôle d'Elliot Alderson dans Mr. Robot
  - Hugh Dancy pour le rôle de Will Graham dans Hannibal
  - Clive Owen pour le rôle du Dr John W. Thackery dans The Knick
  - Liev Schreiber pour le rôle de Raymond "Ray" Donovan dans Ray Donovan
  - Justin Theroux pour le rôle de Kevin Garvey Jr. dans The Leftovers
  - Aden Young pour le rôle de Daniel Holden dans Rectify

- 2017 : Bob Odenkirk pour le rôle de Jimmy McGill / Saul Goodman dans Better Call Saul
  - Sam Heughan pour le rôle de James "Jamie" Fraser dans Outlander
  - Rami Malek pour le rôle d'Elliot Alderson dans Mr. Robot
  - Matthew Rhys pour le rôle de Philip Jennings dans The Americans
  - Liev Schreiber pour le rôle de Raymond "Ray" Donovan dans Ray Donovan
  - Kevin Spacey pour le rôle de Francis "Frank" Underwood dans House of Cards

- 2018 : Sterling K. Brown pour le rôle de Randall Pearson dans This Is Us
  - Paul Giamatti pour le rôle de Charles "Chuck" Rhoades Jr. dans Billions
  - Freddie Highmore pour le rôle de Norman Bates dans Bates Motel
  - Ian McShane pour le rôle de Mr. Wednesday dans American Gods
  - Bob Odenkirk pour le rôle de Jimmy McGill / Saul Goodman dans Better Call Saul
  - Liev Schreiber pour le rôle de Raymond "Ray" Donovan dans Ray Donovan

- 2019 : Matthew Rhys pour le rôle de Philip Jennings dans The Americans
  - Freddie Highmore pour le rôle du Dr. Shaun Murphy dans Good Doctor
  - Diego Luna pour le rôle de Félix Gallardo dans Narcos: Mexico
  - Richard Madden pour le rôle du Sergent David Budd dans Bodyguard
  - Bob Odenkirk pour le rôle de Jimmy McGill / Saul Goodman dans Better Call Saul
  - Billy Porter pour le rôle de Pray Tell dans Pose
  - Milo Ventimiglia pour le rôle de Jack Pearson dans This Is Us

### Années 2020
- 2020 : Jeremy Strong pour le rôle de Kendall Roy dans Succession
  - Sterling K. Brown pour le rôle de Randall Pearson dans This Is Us
  - Mike Colter pour le rôle de David Acosta dans Evil
  - Paul Giamatti pour le rôle de Charles "Chuck" Rhoades Jr. dans Billions
  - Kit Harington pour le rôle de Jon Snow dans Game Of Thrones
  - Freddie Highmore pour le rôle du Dr. Shaun Murphy dans Good Doctor (The Good Doctor)
  - Tobias Menzies pour le rôle du Prince Philip Mountbatten, Duc d'Edimbourg dans The Crown
  - Billy Porter pour le rôle de Pray Tell dans Pose

- 2021 : Josh O'Connor pour le rôle de Charles de Galles dans The Crown
  - Jason Bateman pour le rôle de Martin "Marty" Byrde dans Ozark
  - Sterling K. Brown pour le rôle de Randall Pearson dans This Is Us
  - Jonathan Majors pour le rôle de Atticus "Tic" Freeman dans Lovecraft Country
  - Bob Odenkirk pour le rôle de Saul Goodman dans Better Call Saul
  - Matthew Rhys pour le rôle de Perry Mason dans Perry Mason

- 2022 : Lee Jung-jae pour le rôle de dans Squid Game 
  - Sterling K. Brown pour le rôle de Randall Pearson dans This Is Us
  - Mike Colter pour le rôle de David Acosta dans Evil
  - Brian Cox pour le rôle de Logan Roy dans Succession
  - Billy Porter pour le rôle de Pray Tell dans Pose
  - Jeremy Strong pour le rôle de Kendall Roy dans Succession

- 2023 : Bob Odenkirk pour le rôle de Saul Goodman dans Better Call Saul
  - Jeff Bridges pour le rôle de Dan Chase dans The Old Man
  - Sterling K. Brown pour le rôle de Randall Pearson dans This Is Us
  - Diego Luna pour le rôle de Cassian Andor dans Andor
  - Adam Scott pour le rôle de Mark S. dans Severance
  - Antony Starr pour le rôle du Protecteur dans The Boys
- 2024 : Kieran Culkin pour le rôle de Roman Roy dans Succession
  - Tom Hiddleston pour le rôle de Loki dans Loki
  - Timothy Olyphant pour le rôle de Raylan Givens dans Justified: City Primeval
  - Pedro Pascal pour le rôle de Joel Miller dans The Last of Us
  - Ramón Rodríguez pour le rôle de Will Trent dans Will Trent
  - Jeremy Strong pour le rôle de Kendall Roy dans Succession

- 2025 : Hiroyuki Sanada pour le rôle de Yoshii Toranaga dans Shōgun
  - Jeff Bridges pour le rôle de Johnny Kohler / Dan Chase dans The Old Man
  - Ncuti Gatwa pour le rôle du Docteur dans Doctor Who
  - Eddie Redmayne pour le rôle du "Chacal" dans The Day of the Jackal
  - Rufus Sewell pour le rôle de Hal Wyler dans La Diplomate (The Diplomat)
  - Antony Starr pour le rôle de John Gillman / "Le Protecteur" dans The Boys

## Statistiques

### Récompenses multiples
3 : Bob Odenkirk
2 : Bryan Cranston

### Nominations multiples
5 : Matthew Rhys, Timothy Olyphant, Sterling K. Brown
4 : Freddie Highmore, Bob Odenkirk
3 : Bryan Cranston, Liev Schreiber, Jeremy Strong
2 : Hugh Dancy, Jon Hamm, Charlie Hunnam, Damian Lewis, Rami Malek, Kevin Spacey, Aden Young